# Jesper Tvede (1879-1934)
 For alternative betydninger, se Jesper Tvede. (Se også artikler, som begynder med Jesper Tvede)
Jens Peter Tvede (kaldt "Jesper") (født 17. marts 1879 i Frederikshavn, død 22. oktober 1934 i Jægersborg) var en dansk arkitekt, der var en af bannerførerne for nyklassicismen.
Jens Peter "Jesper" Tvede var søn af apoteker Levin Levinsen Tvede og Elise Sophie Hyrup i Frederikshavn. Bror til malerinde Ingeborg Tvede. Han var uddannet murer, gik dernæst på Teknisk Skole og derefter på Kunstakademiet i København fra september 1898 indtil afgang i maj 1908. Han var ansat på H.B. Storcks tegnestue (restaurering af Skt. Mariæ Kloster, Helsingør) og konduktør hos Heinrich Wenck (Centralpostbygningen i København). Han modtog K.A. Larssens legat 1902-03 og 1921, Kaufmanns legat 1912, Theophilus Hansens Legat 1918 og Emil Bissens Præmie 1934.
Tvede var medstifter af Den frie Architektforening 1909, overlærer i borgerlig bygningskunst på Det Tekniske Selskabs Skole, København fra 1911, medlem af Akademiets Plenarforsamling 1917 og af Akademiraadet 1920-23. Han sad i bestyrelsen for Knud V. Engelhardts Legat fra stiftelsen 1932.
Han rejste til Dresden 1906, Gotland 1907, England og Holland 1913, Stockholm 1930 og Italien 1931. Han deltog i følgende udstillinger: Den frie Architektforening 1910, 1915, 1918, Dänische Ausstellung, Kunstgewerbemuseum, Berlin 1910-11, Dansk Arkitektur, dekorativ Kunst og Kunsthaandværk, Liljevalchs, Stockholm 1918, Charlottenborg Forårsudstilling 1919, 1935. Separatudstillinger: Frederikshavns Kunstmuseum 1993 (sammen med Ingeborg Tvede).
Tvede, der ofte samarbejdede med den jævnaldrende Poul Holsøe, har blandt andet tegnet Spar Nords bygning og Svane Apoteket i Frederikshavn, samt Dyrehavevej 42 og Lundeskovsvej 18 & 20 i Gentofte, som udgør en del af Studiebyen. Derudover tegnede Tvede Københavns Købmandsskole, Rosenørns Allé på Frederiksberg (1926-1927) og – i samarbejde med Poul Holsøe – haveboligforeningen Grøndalsvænge i Vanløse, (1915-1925)
Tvede blev gift 23. maj 1906 i Nødebo med malerinde Alice Mary Bruhn (23. august 1883 i København – 16. februar 1970 i Hillerød), datter af løjtnant, senere kaptajn, og forvalter ved Kunstakademiet i København Jørgen Daniel Bruhn og Anna Sophie Knutzen. De fik sammen 3 børn, Ib Tvede, Birthe Reippurt og dokumentarfilmsintruktøren Jan Jesper Tvede, kaldt Jesper.
Han er begravet på Bispebjerg Kirkegård.

## Værker

### Institutionsbygninger
- Skole i Ulfborg ved Nissum Fjord (1905-07)
- Skole i Lynge ved Farum (1910)
- Pensionat Sommerhjemmet, Skagen, nu time-share Skagenklit (1912, flere udvidelser efter Tvedes tegninger)
- Det tekniske Selskabs Skole, Vordingborggade 15, København (1919)
- Svaneapoteket, Frederikshavn med indretning (projekteret 1924, opført 1927, sammen med S.C. Larsen)
- Købmandsskolen for Kvinder, Julius Thomsens Plads 6-8, Frederiksberg (1925-27, undtagen portalen, udvidet 1930)
- Frederikshavn og Omegns Sparekasse med indretning (1926, interiør ændret)
- Frederiksberg Tekniske Skole, Falstersvej 3-5 (1928-30, sammen med John Thorson)

### Enfamiliehuse
- Dommerbolig, Stærrede (1910, brændt 1951)
- Klitgården, Klitvej, Frederikshavn, for J. Vogelius (udstillet 1910, nedrevet)
- Sommerhus for arkitektens søster, Vængevej 22, Tisvilde (1917)
- Eget sommerhus, Hyldegården, Bangsbostrand (1917-20, nedrevet 1980)
- Villa, Bjerregårdsvej 8, Valby (1918)
- Gimmerhuset, Gammel Skagen, ombygning og indretning, for grosserer Carl Hertz (1918-19)
- Villa, Dyrehavevej 26, Klampenborg, for ingeniør Ludvig Birch (1919-20)
- Lundeskovsvej 18 og 20, Studiebyen, Hellerup (1920-21)
- Villa for overretssagfører Stæhr, Bernstorffsvej 66 (1927)[2]
- Lundehusvej 6, Emdrup (præmieret 1928)
- Eget hus, Solbakkevej 68, Gentofte (1933)
- Sommerhus for Hr. Grosserer Holger Schrøder, Strandvejen, Skodsborg

### Værker sammen medPoul Holsøe
- Udvidelse af sanglærer Albert Meyers Villa Quinta, Rådhusvej 16/Jensløvsvej 13, Charlottenlund (1913, nu fuldstændig ombygget)[2]
- Projekt til bebyggelse af Mitchellsstræde, Gentofte (1913)
- Projekt til Danmarks bygning på Den baltiske Udstilling, Malmö 1914 (1914, 2. præmie)
- Gravmæle for arkitekt Caspar Leuning Borch, Garnisons Kirkegård (1914, konkurrence)
- Projekt til kommuneskole, Frederikshavn (udstillet 1915)
- Beboelsesejendom, Tuborgvej 44-48/Esthersvej 2-8, Hellerup (1915, vinduer ændret)
- Villa, Teglgårdsvej 47, Skovshoved (præmieret 1915)
- Villa, Skjoldhøj Allé 1, Charlottenlund (1915, stærkt ombygget)[2]
- Havebyen Grøndalsvænge, Brønshøj (1915-28)
- Projekt til havebyen Præstevangen, Utterslev (udstillet 1915)
- Hamlets Vænge i Helsingør. Arbejderboliger for Helsingør Værft, opført af Helsingør Kommune i årene 1917 - 1925.
- Villa for løjtnant Nielsen-Havsgaard, Havslundevej 8, Hellerup (1918, nedrevet 1995)[2]

### Projekter
- Kystsanatorium i Faxe (konkurrence 1911, udstillet 1915, sammen med Edvard Thomsen)
- Rækkehusbebyggelse, Ryvangen (udstillet 1919)
- Indretning af af Den sjællandske Bondestands Sparekasse, Vester Voldgade 107 (1930-32)
- Talrige møbler
- Gravmæler og indretning af apoteker